# Stjørdalshalsen

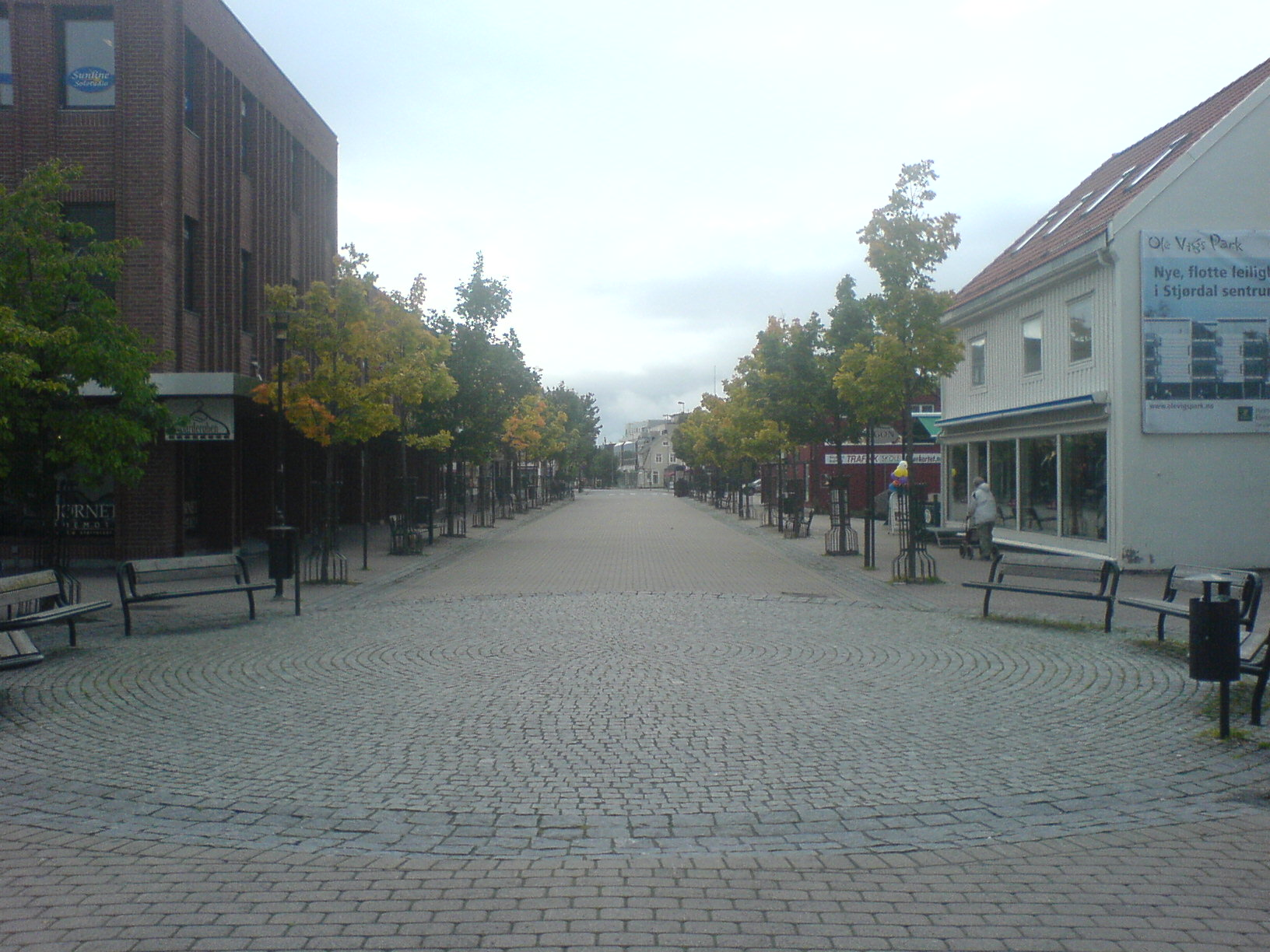
Kjøpmannsgata i Stjørdalshalsen.

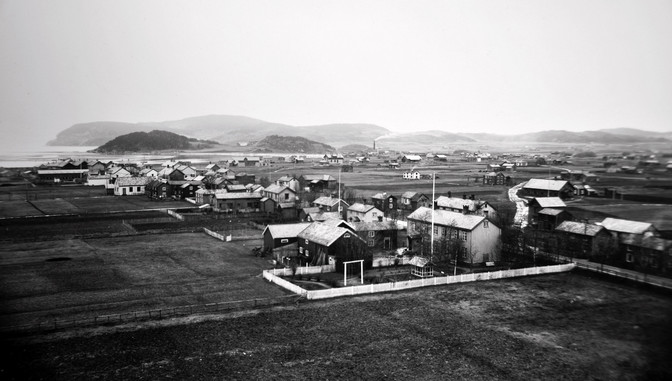
Stjørdalshalsen omkring år 1900.

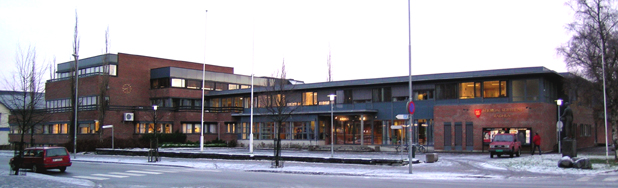
Rådhuset i Stjørdalshalsen.

Stjørdalshalsen (eller enbart Stjørdal) är en tätort och stad som utgör centralort i Stjørdals kommun i Trøndelag fylke i mellersta Norge.

## Namnet
Den norska statistiska centralbyrån, SSB, använder formen Stjørdalshalsen, medan Stjørdals kommun använder den kortare formen Stjørdal, vilket också är postort. Även kortformen Halsen förekommer lokalt. Orten betecknas enligt ett kommunalt beslut sedan 1997 såsom by, alltså stad under namnet Stjørdal.

## Geografi
Stjørdalshalsen är belägen mellan älvarna Stjørdalselvas och Gråelvas utlopp i Trondheimsfjorden, i slutet av Stjørdalen som sträcker sig längs Stjørdalselva upp mot Meråker och norsk-svenska gränsen vid Storlien.

## Historia
Området kring Stjørdalshalsen har en lång historia. Stjördal var ett av maktcentrumen runt Trondheimsfjorden. Det mest utpräglade hövdingasätet i bygden var Værnes. Stjørdalshalsen präglades av jordbruket, från vikingatiden och fram till 1800-talet då stadsbebyggelsen påbörjades. Under 1800-talet hade Stjørdalshalsen endast några hundra invånare (1825: 228 personer och 1855: 567 personer).

## Näringsliv
Staden är ett betydande industri- och servicecentrum i Tröndelagen. Det finns också flera utbildningsinrättningar i staden, bland annat Statens trafikklærerskole (som sedan 2004 ingår i Høgskolen i Nord-Trøndelag).
Europavägarna E6 och E14 möts strax utanför Stjørdalshalsen. Järnvägslinjerna Dovrebanen, Nordlandsbanen och Meråkerbanen möts vid Hell strax väster om Stjørdalshalsen. Trondheim flygplats, Værnes ligger strax utanför Stjørdalshalsen.